# Akiptera waterhousei
Akiptera waterhousei là một loài bọ cánh cứng trong họ Cerambycidae.